# Ćmielów
Ćmielów (anhörenⓘ) ist eine Stadt in Polen in der Woiwodschaft Heiligkreuz.

## Geographie
Die Stadt liegt auf der Hochebene Sandomierz am Fluss Kamienna. Das Stadtzentrum von Ostrowiec Świętokrzyski liegt etwa zehn Kilometer westlich.

## Geschichte

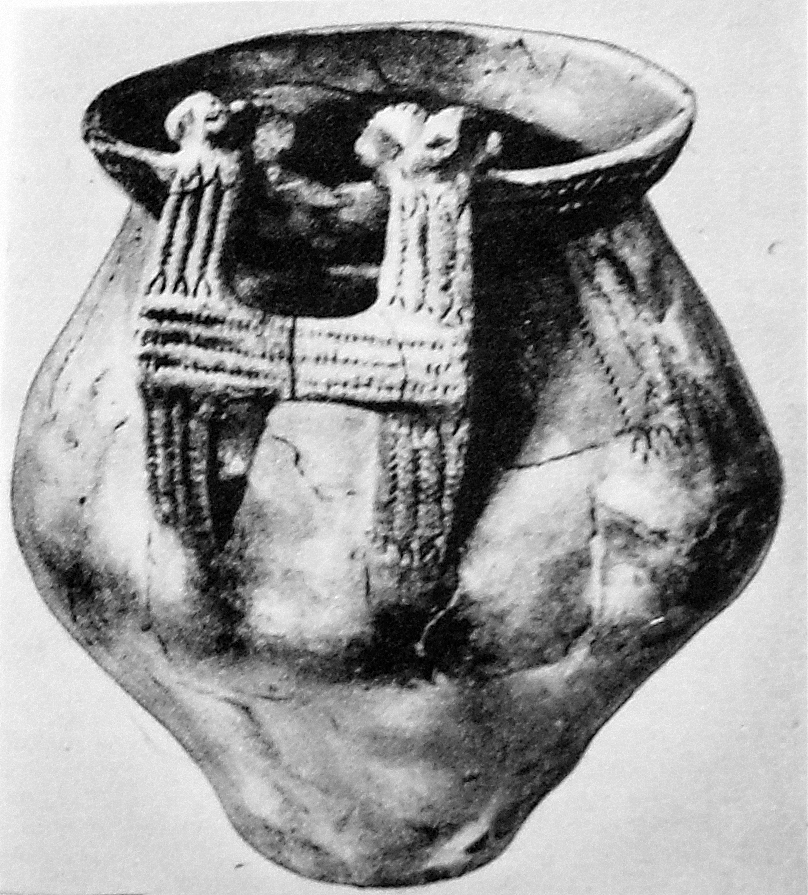
Krug aus Ćmielów, Widderköpfe auf dem Henkel der Trichterbecherkultur

Die ersten urkundlichen Hinweise auf eine Siedlung an der Stelle des heutigen Ćmielów stammen aus dem 14. Jahrhundert.
Das Stadtrecht erhielt das heutige Ćmielów am 19. Mai 1505 von Aleksander dem Jagiellonen verliehen. Andere Quellen nennen das Jahr 1509 als Datum für die Verleihung des Stadtrechts. Das Stadtrecht wurde nach 1512 nach Magdeburger Recht bestätigt. Bei der Dritten Teilung Polens wurde Ćmielów Teil Österreichs. Mit der Bildung des Herzogtums Warschau 1809 wurde die Stadt Teil desselben und ab 1815 Teil Kongresspolens. Im 19. Jahrhundert entwickelte sich in der Stadt die Porzellanproduktion. 1870 verlor Ćmielów sein Stadtrecht. 1915 wurde der Ort an das Schienennetz angeschlossen und nach dem Ende des Ersten Weltkrieges wurde die Stadt Teil des wiedergebildeten Polen. Während des Zweiten Weltkrieges wurde die Stadt von der Wehrmacht besetzt, bis im Januar 1945 die Rote Armee einmarschierte. Nach dem Krieg wurde der Ort Teil der Volksrepublik Polen. 1954 erhielt der Ort einen Status als Siedlung, bevor er 1962 wiederum das Stadtrecht erhielt.

## Gemeinde
Zur Stadt-und-Land-Gemeinde (gmina miejsko-wiejska) gehören neben der Stadt Ćmielów weitere Ortschaften.

## Kultur und Sehenswürdigkeiten

### Bauwerke

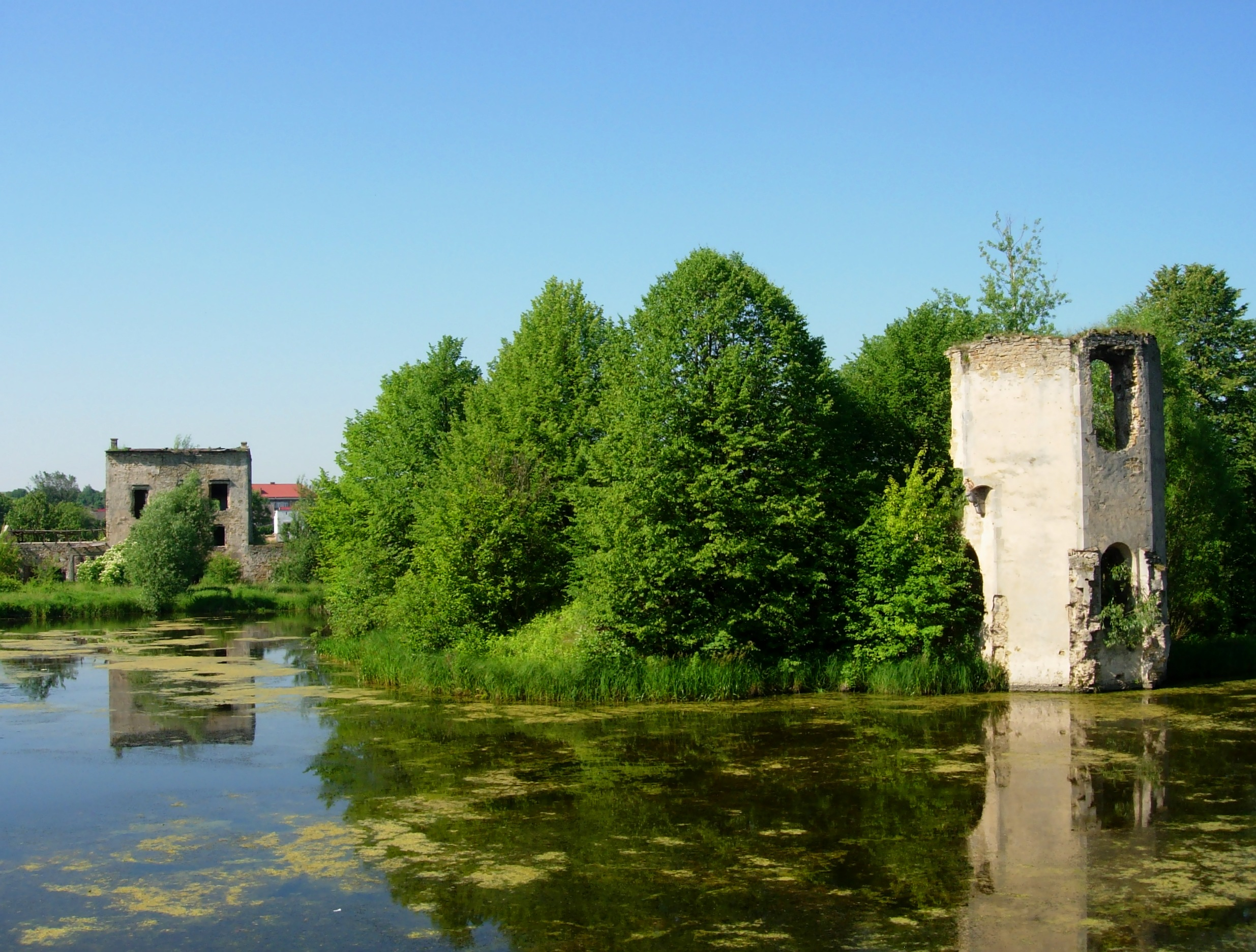
Die Burgruine

- Die Ruinen der Burg aus dem 14. Jahrhundert
- Die Kirche der Heiligen Maria. Sie wurde Anfang des 14. Jahrhunderts errichtet. Die erste gesicherte urkundliche Erwähnung stammt aus dem Jahr 1347, Jan Wiśniewski datierte 1907 die Kirche auf das Jahr 1313. Im 16. Jahrhundert wurde die Kirche von Anhängern des Arianismus zerstört und es folgten auch in den folgenden Jahren Zerstörungen beispielsweise durch die Kämpfe im Zweiten Nordischen Krieg. Ende des 18. Jahrhunderts wurde die Kirche wiederaufgebaut.[4]

## Wirtschaft und Infrastruktur

### Verkehr
Durch Ćmielów führt die Woiwodschaftsstraße 755 (droga wojewódzka 755). Sie mündet etwa zehn Kilometer westlich in Ostrowiec Świętokrzyski in die Europastraße 371 zugleich Landesstraße 9 (DK 9). In östlicher Richtung verläuft die 755 durch Ożarów kreuzt dabei die Landesstraße 79 und mündet nach ca. 40 Kilometern östlich von Zawichost in die Woiwodschaftsstraße 854.
Der nächste internationale Flughafen ist der Flughafen Rzeszów-Jasionka etwa 100 Kilometer südöstlich der Stadt.
Der Dienstbahnhof Ćmielów liegt an der Bahnstrecke Łódź–Dębica.

## Söhne und Töchter der Stadt
- Mikołaj Krzysztof Radziwiłł (1549–1616), hochrangiger Funktionär in Polen-Litauen